# Transmit
Transmit is een FTP-programma voor macOS ontwikkeld door Panic. Transmit is shareware (na een proefperiode kunnen sommige functies geblokkeerd worden tot het product gekocht is).
Sinds Transmit 4 is het programma volledig herschreven waardoor het sneller is en het programma is nu compleet 64-bits. Er is nu ook ondersteuning voor Amazon S3 aanwezig en het heeft een volledig nieuwe interface. Met de functie is Transmit Disk kan je je favoriete FTP-adressen mounten naar je Desktop, zonder dat het programma aan staat. Zo kan je werken in je FTP-server zoals in Finder.
Eerdere versies voor Transmit waren gemaakt voor Mac OS Classic, maar Mac OS Classic wordt niet verder ondersteund. Ook is deze versie nu freeware.